# José García de la Foz
José García de la Foz (f. 1895) fue un periodista, político y escritor español.

## Biografía

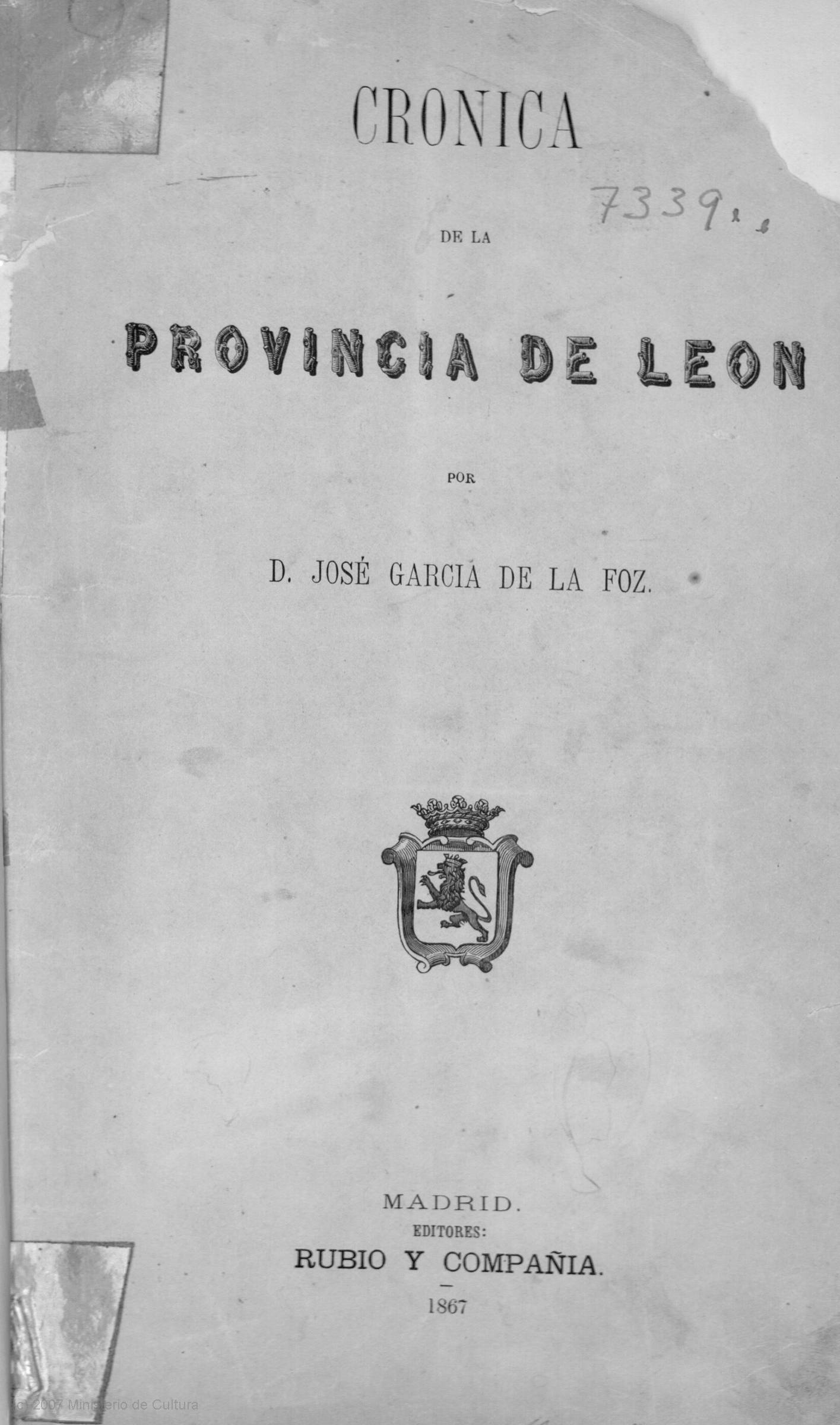
Crónica de la provincia de León (1867)

Fue redactor del periódico El Clamor Público de Madrid durante los últimos años de esta publicación, además de participar también en El Progreso Constitucional (1864-1866). Autor de una Crónica de la provincia de León (1867), obra de la que se comentó que «carece de valor histórico, y sus páginas contienen porción de errores», García de la Foz obtuvo acta de diputado por el distrito leonense de Sahagún en las elecciones de 1872, vinculado al partido demócrata, escaño desde el que votó a favor de la instauración de la República en 1873. Partió a Francia juntó a Manuel Ruiz Zorrilla, sin embargo acabaría aproximándose al Partido Posibilista. Falleció el 9 de enero de 1895.